# Egy kölyök Arthur király udvarában
Az Egy kölyök Arthur király udvarában (eredeti cím: A Kid in King Arthur's Court) 1995-ös kaland-fantasyfilm, amelyet Michael Gottlieb rendezett és a Walt Disney Pictures adott ki a Trimark Pictures és a Tapestry Films forgalmazásában. A film alapja Mark Twain 1889-ben megjelent Egy jenki Arthur király udvarában című regénye, amelyet korábban a Disney 1978-ban Artúr király és az űrhajós címmel filmre vitt.

## Rövid történet
Egy kis ligás játékost visszaküldenek a középkorba, ahol azt a feladatot kapja, hogy mentse meg Camelotot.

## Szereplők
| Karakter       | Színész             | Magyar hang     |
| -------------- | ------------------- | --------------- |
| Calvin Fuller  | Thomas Ian Nicholas | Bolba Tamás     |
| Arthur király  | Joss Ackland        | Izsóf Vilmos    |
| Lord Belasco   | Art Malik           | Mihályi Győző   |
| Katey hercegnő | Paloma Baeza        | Szinetár Dóra   |
| Sarah hercegnő | Kate Winslet        | Biró Anikó      |
| Master Kane    | Daniel Craig        | Dózsa Zoltán    |
| Ratan          | David Tysall        | Sörös Sándor    |
| Merlin         | Ron Moody           | Kun Vilmos      |
| Patkolókovács  | Barry Stanton       | Hollósi Frigyes |
| Boltos         | Michael Mehlmann    |                 |

## Gyártás
A film 6. századi részének nagy részét Budapesten forgatták, míg a 20. századi rész nagy részét 1994 szeptember végén vették fel a London Central High School (LCHS) softball pályáján Angliában.

## Bevétel
A film a 9. helyen debütált. A második héten a 10. helyen végzett.

## Folytatás
A folytatás Egy kölyök Aladdin udvarában címmel jelent meg 1998-ban, amelyben Nicholas újra Calvin Fuller szerepét játszotta.